# Tionilo

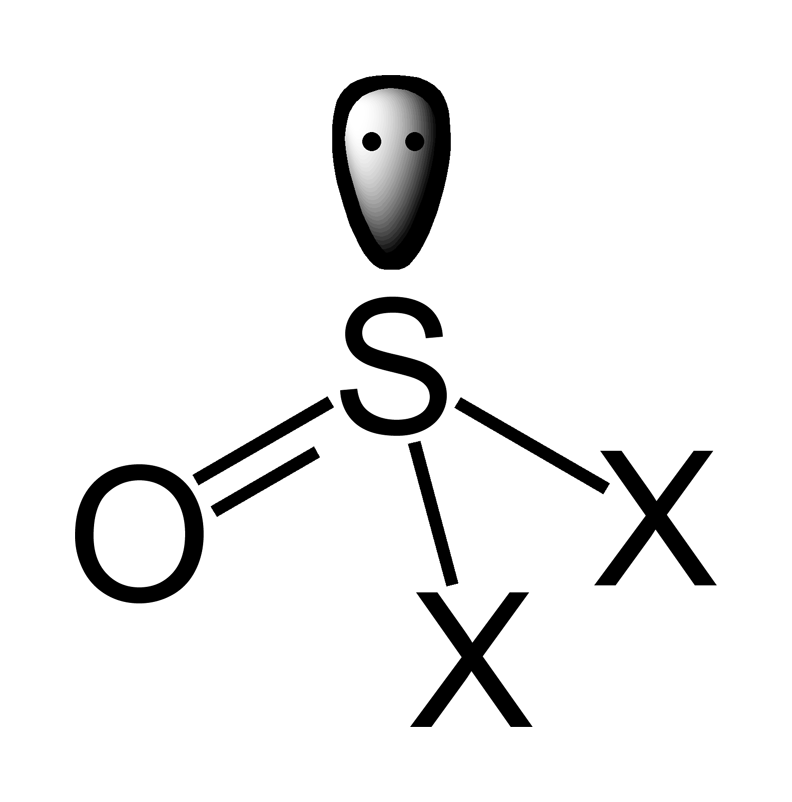
Estrutura do grupo tionilo

O grupo tionilo ou tionila possui a estrutura SO, um átomo de enxofre mais um átomo de oxigênio.
Ocorre em compostos tais como o fluoreto de tionilo, SOF2.
Cloreto de tionilo, SOCl2, é um reagente comum usado em síntese orgânica para converter ácidos carboxílicos a cloretos de acila.
Em química orgânica, o grupo tionilo é conhecido como um grupo sulfóxido, e tem a estrutura geral RS(=O)R'.